# Faradayeffekten
 Denne artikel bør gennemlæses af en person med fagkendskab for at sikre den faglige korrekthed.

Faradayeffekten eller Faradayrotationen er den roterende effekt der får magnetens feltlinjer til at skifte retning.